# Молодятин
Молодя́тин — село в Україні, у Печеніжинській селищній територіальній громаді Коломийського району Івано-Франківської області.

## З історії села
Село Молодятин розміщене в північно-східній частині Гуцульщини. Відоме воно ще з XVI ст. хоча знайдені тут сокири-кельти доби пізньої бронзи засвідчують, що люди тут жили з прадавніх часів.
Первісна назва села — Дем'янівка, приблизний рік заснування 1560 р., тепер куток; Молодятки приблизно 1576 р. Засноване поза межами Дем'янівки, а теперішня назва села — Молодятин. Первісна назва села Дем'янівка можливо походить від імені жителя, чи першопоселенця Дем'яна, але добре знаємо, що це була заслужена людина перед людьми, можливо воїн, а можливо старійшина роду.
Наступна назва села Молодятин, за однією версією, походить від молодої пари закоханих людей, що були вірні в коханні і гаразді, але не захотіли з якихось невідомих нам причин жити в Демянівці і перебрались за її межі. Поселились вони приблизно в теперішній горішній частині села, де є Барткова криниця. За іншою версією, теперішню назву села слід виводити від Білодана-Молоданчика, давньоукраїнського міфологічного персонажа.
Подальша історія села могла виглядати так: 1620 р. татари напали на Покуття і знищили багато сіл. Внаслідок нападу ворога на Коломию загинули «Коломийські гродські книги» — важливе джерело вивчення історії не лише Коломийщини XVI ст. — але й Гуцульщини.
Назва села, як гадаємо, походить від слів «молодь» і «тин». У топоніміці слов'ян слова «тин» означало охоронні, зміцнюючи укріплення навколо об'єкта, що оберігався, тобто населення.
Якщо виходити з нього, то можна припустити, що під час битви русичів з татарами всі молоді жителі села були вислані в безпечне місце, яке було зміцнене фортифікаційно і охоронялось воїнами. Про те свідчить і назва кутка «Кирин» — тепер вулиця Ковпака). Також воно означало й охорону входу, в'їзду в провалля між горами. Так майже тепер розташований цей куток між двома великими горбами утворюючи ущелину.
Справді в Молодятині з півдня маємо вершину «Бунькова Гора», це найвища точка села назва якої незвичайна і звідки вона походить ми не знаємо, висотою 350 м. А з півночі пасмо хребта, що протягається від гори Лисеня до Демянівки (урочище Кобилиця). Між ними і є «Кирмен». Це ще раз підтверджує, що назва Молодяни виникла у лиху годину і свідчить про захист молодих молодятинців від татар у безпечному місці.
Первісний стан освіти в Молодятині важко з'ясувати через брак джерел. Напевно, здавна лише священики уміли читати святе письмо в церквах та дяки, які в Крилося обслуговували богослужіння та інші церковні відправи, як читання Псалтирі над померлими, написання колядок, щедрівок. Першу школу в селі, яка мала громадсько-церковний характер, називали дяківською і виникла вона наприкінці XVIII ст. в Демянівці, де біля церкви стояла невелика хатинка. Отримала таку назву від того, що вчителями тоді були церковні дяки, її ще називали парафіяльною, оскільки належала до парафії. В ній дяки вчили дітей церковного співу, складати букви слов'янського алфавіту, читати Святе Письмо, тропарі, кондаки, Псалтирі по усопших. З них виходили спочатку піддячі, а відтак дяки, яких громада дуже шанувала.
В селі жителі придавали немало сил для освіти молоді, тому громада як і інші громади Прикарпаття вимагала дозволу від Австрійського уряду на відкриття народної школи. На їхні наполегливі вимоги за офіційними розпорядженнями Галицького губернаторства 19 березня 1861 р. була відкрита в Молодятині перша початкова школа, де першим вчителем школи був Микола Шевидзуський. А в 1902 р. село має уже школу двокласну. В час війни (1941—1945) заняття в школі майже припинилося. Німці не думали давати освіту для українців. Тому в селі було чимало перерослих дітей, що пізніше мусили вчитись із школярами, що вчасно йшли до школи. Німці, угорці на бліндажі, окопи забрали парти, підлогу, вікна. Селяни в 1945—1946 рр. своїми силами завезли в школу деревину, пиломатеріали, парти, розібрали костел, євангельську церкву і таким чином відновили навчання дітей. Тимчасово навчались у хатах селян: Шкварчука, Стефурака Івана та ін.
З 1949 року в селі почала діяти семирічна школа, тепер дев'ятирічна.
2 серпня 2016 року громада храму Успіння Пресвятої Богородиці села Молодятин УАПЦ увійшла до складу Української Православної Церкви Київського Патріархату.

## Пам'ятки
- Чимшори — заповідне урочище.
- Долина кликоцеїв

## Відомі люди
- Веселовський Ярослав (1881—1917) — український поет, прозаїк, перекладач, критик, журналіст, громадсько-політичний і культурний діяч.
- Приймак Михайло Васильович — провідник Коршівського районного проводу ОУН, лицар  Бронзового хреста бойової заслуги УПА.